# Кадая 1-а
Кадая́ 1-а (рос. Кадая 1-я) — село у складі Калганського району Забайкальського краю, Росія. Входить до складу Кадаїнського сільського поселення.

## Історія
Село Кадая 2-а утворено 2013 року шляхом виділення зі складу села Кадая. 2018 року село перейменоване в сучасну назву.